# Rokytnice u Přerova (železniční zastávka)
Rokytnice u Přerova (původní názvy: Roketnitz bei Prerau, Roketnice, Roketnitz) je železniční zastávka, která se nachází na katastru obce Rokytnice v okrese Přerov.

## Popis
Železniční zastávka zřízená v roce 1892 Severní dráhou císaře Ferdinanda je umístěna v nadmořské výšce 210 m na železniční trati Česká Třebová – Přerov, v km 189,177. V zastávce se neprodávají jízdenky.
V roce 1924 byla mezi zastávkou (Roketnice) a Dluhonice postavena tzv. dluhonická spojka